# Клуб самоубийц (фильм, 1913)
«Клуб самоубийц» (нем. Der geheimnisvolle Klub; Германия, 1913) — художественный фильм режиссёра Йозефа Дельмонта, экранизация одноимённого романа Роберта Льюиса Стивенсона. Его премьера в Германии состоялась 18 ноября 1913 года.

## Сюжет
Сюжет является вольной адаптацией романа Стивенсона.
Герхард Берн получает ужасную новость из Роттердама, что его брат покончил с собой без каких-то видимых причин. Единственный ключ — его членство в неком тайном клубе. Чтобы найти объяснение, Берн спешит в Роттердам, где селится у друга своего отца, консула Верстраатена и влюбляется в его дочь Ильзе. Затем происходит ещё одно таинственное самоубийство.

## В ролях
- Фред Зауэр — Герхард Берн
- Ильзе Буа — Ильзе Верстраатен
- Йозеф Дельмонт — Ван Гельдерн

## Критика
Известный критик Сергей Кудрявцев так писал об этом фильме:
Эту раннюю довоенную (то есть снятую вообще до первой мировой войны) ленту 40-летнего режиссёра и актёра Йозефа Дельмонта, австрийского еврея по происхождению, создавшего три десятка картин в Германии, можно считать подлинным открытием начальной эпохи немого кинематографа. Ещё за 9 лет до появления пророческого шедевра «Доктор Мабузе, игрок» Фрица Ланга она позволила немецким зрителям проникнуть в мир ловких мошенников и проходимцев, способных воздействовать на психику тех, кто под их влиянием кончает жизнь самоубийством, завещая своим «благодетелям» немалое состояние.

Эпизод погони по каналам Роттердама вполне сделал бы честь какой-нибудь из современных серий «бондианы» благодаря неожиданной свежести и остроте врасплох запечатлённой действительности. А убегающий от преследователей Ван Гельдерн, злой авантюрный гений в исполнении самого Дельмонта, несколько раз оборачиваясь назад, почему-то улыбается едва уловимой улыбкой — и вот эта непредусмотренная живая реакция, будучи однажды заснятой, продолжает удивлять спустя многие десятилетия. Не в том ли вообще заключается суть кинематографа, чтобы оставлять в неприкосновенности и на века какое-то случайное мимическое проявление человеческих эмоций. Поистине живое — пусть и немое!